# Eurobondy

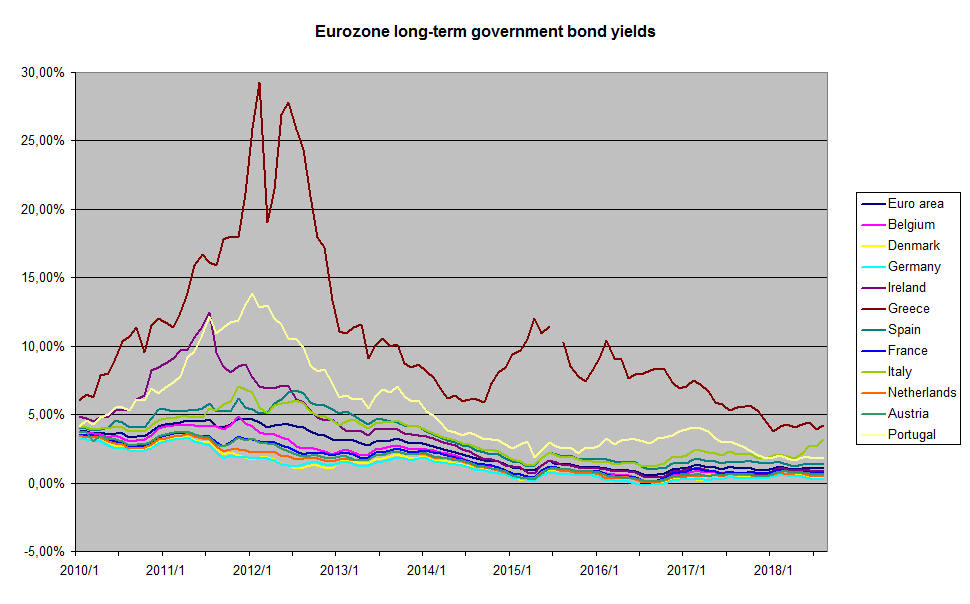
Dlouhodobé výnosy vládních dluhopisů zemí eurozóny (červen 2012)

Eurobondy (popř. evropské bondy, e-bondy, bondy stability) jsou přetrvávající, avšak nikdy neuskutečněnou myšlenkou o společném dluhopisu eurozóny, který by v eurech emitovalo společně všech 19 členských zemí. Eurobondy by se staly dluhovou investicí, kdy investor půjčí určitou částku peněz, na určitou dobu, s určitou úrokovou sazbou bloku eurových zemí jako celku, a teprve poté by byly získané peníze přerozděleny jednotlivým vládám členských států.
Eurobondy byly navrhovány jako efektivní způsob ukončení evropské dluhové krize, přesto zůstávají kontroverzní. Předpoklad je, že společný dluhopis by byl vnímán jako velmi bezpečná investice do aktiva, za nějž ručí blok nejvyspělejších zemí planety představující třetí největší ekonomiku světa s jednotnou měnou po USA a Číně. Eurobondy by proto, podobně jako americké dluhopisy, byly velmi drahé a nesly velmi nízký výnos. Jejich výhoda je proto zřejmá především pro ty členské státy, u jejichž dluhopisů dnes investoři požadují výnos relativně vyšší. Naopak pochopitelná je zdrženlivost u těch členských států (např. Německa), které se těší velké přízni investorů na finančních trzích a výnos u jejich dluhopisů je v současné době pravděpodobně nižší, než by byl hypotetický výnos u eurobondů. Těm by se naopak, za předpokladu zavedení jednoduchého konceptu eurobondů, dluhové financování prodražilo. Oprávněná obava pak je, že takto efektivní nástroj sdílení rizika by pomocí eliminace tlaku trhů mohl u problémových států v důsledku zastavit jakékoli snahy o reformy a nápravná opatření vedoucí ke znovunastolení vlastní konkurenceschopnosti. Nicméně velice záleží na tom, jak konkrétně by bylo fungování eurobondů nastaveno.
Nejčastěji zmiňovaná konkrétní koncepce eurodluhopisů pochází od Jean-Claude Junckera a Giulia Tremontiho.